# Deranged (album)
Deranged je čtvrté studiové album švédské death metalové skupiny Deranged z roku 2001.
Bylo natočeno ve studiu Berno v prosinci 2000 a vydáno 11. června 2001.

## Seznam skladeb
| Pořadí         | Název                                                        | Hudba                                         | Délka |
| -------------- | ------------------------------------------------------------ | --------------------------------------------- | ----- |
| 1.             | Flesh Rebel                                                  | Johan Axelsson, Rikard Wermén                 | 5:33  |
| 2.             | Cum on Command                                               | Johan Axelsson, Rikard Wermén                 | 2:28  |
| 3.             | Dead Hand Strangulation                                      | Johan Axelsson, Rikard Wermén                 | 4:25  |
| 4.             | Endophagy                                                    | Johan Axelsson, Rikard Wermén                 | 2:54  |
| 5.             | Injected by Filth                                            | Johan Axelsson, Rikard Wermén                 | 2:22  |
| 6.             | La Orgia de los Muertos                                      | Berno Paulsson, Johan Axelsson, Rikard Wermén | 1:46  |
| 7.             | Humanity: God's Failure                                      | Johan Axelsson, Rikard Wermén                 | 4:01  |
| 8.             | Malebolgia                                                   | Johan Axelsson, Rikard Wermén                 | 2:37  |
| 9.             | Incurable                                                    | Johan Axelsson, Rikard Wermén                 | 3:56  |
| 10.            | Impulse, Prey, Pleasure                                      | Johan Axelsson, Rikard Wermén                 | 3:31  |
| 11.            | Screen Passion                                               | Berno Paulsson, Johan Axelsson                | 1:57  |
| 12.            | Deranged (instrumentální bonusová skladba na japonské edici) | Johan Axelsson, Rikard Wermén                 | 2:26  |
| Celková délka: | Celková délka:                                               | Celková délka:                                | 35:30 |

## Sestava
- Rikard Wermén - bicí
- Johan Axelsson - kytara
- Johan Anderberg - vokály, baskytara